# Quinto Martini
Quinto Martini (Seano, 31 ottobre 1908 – Firenze, 9 novembre 1990) è stato uno scultore, pittore e poeta italiano.

## Biografia

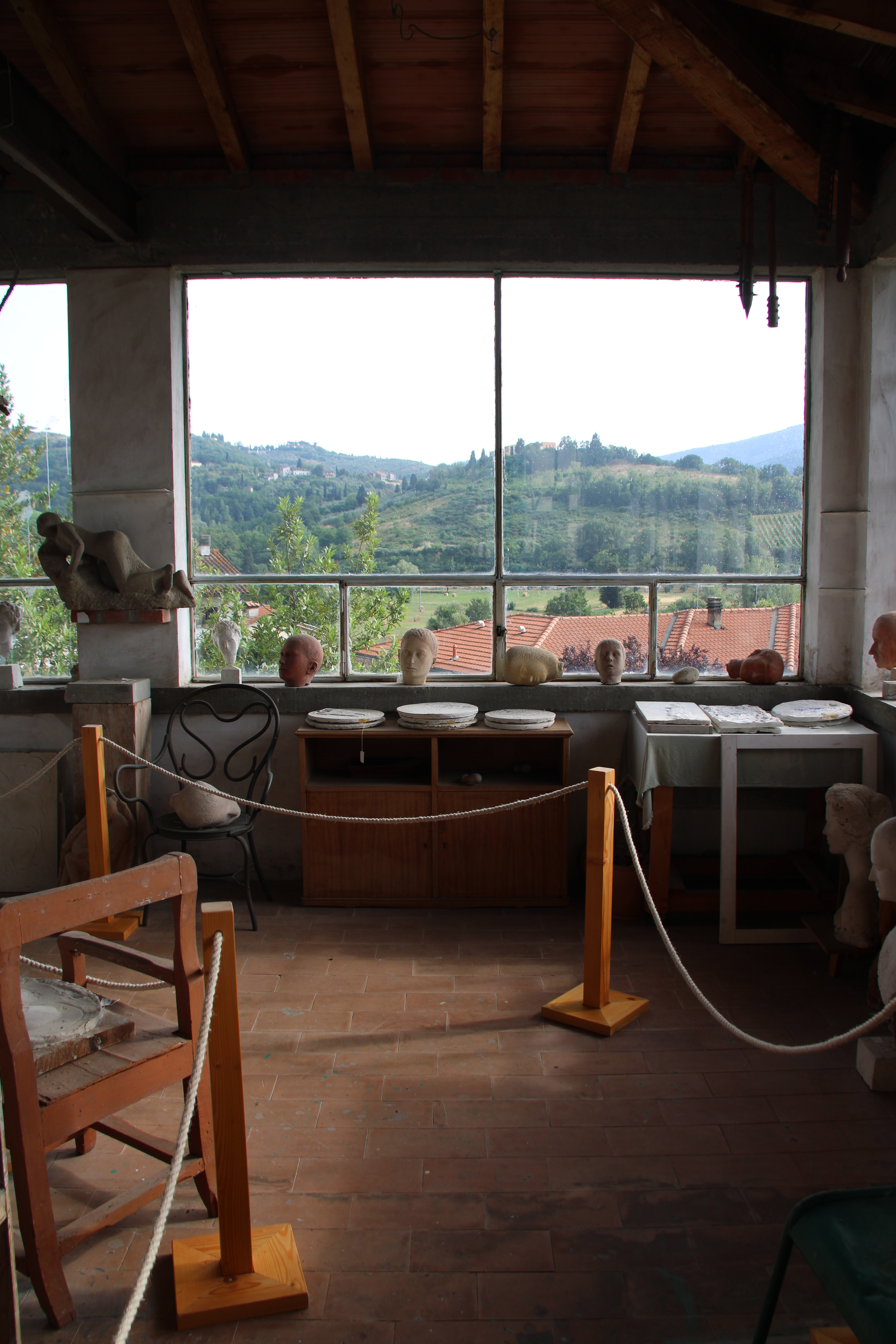
Casa museo di Quinto Martini

Figlio di contadini, da autodidatta muove le prime esperienze artistiche di scultore e pittore. Nella primavera del 1926 si presenta ad Ardengo Soffici nella di lui casa di Poggio a Caiano, vicino Seano, per mostrargli alcuni suoi lavori. Il maestro riconosce le doti del giovane che ancora non ha alcuna formazione artistica, e ne diventa mentore e mecenate intellettuale. Gli insegna le tecniche artistiche e la cura nel disegno, aprendogli inoltre la propria biblioteca dove il Martini vede per la prima volta riproduzioni di Cézanne, Rousseau e Picasso. Questo incontro cambia la vita di Quinto Martini, e lo apre alla conoscenza dell'arte contemporanea europea ma anche italiana di artisti come Armando Spadini e Giorgio Morandi.
A Prato, la città più vicina al paese natio, entra a far parte di un gruppo di operai, intellettuali, artisti della città costituitosi per aggregazione spontanea intorno al 1925. Tra i partecipanti al gruppo figurano Oscar Gallo, Leonetto Tintori, Gino Brogi, Arrigo Del Rigo, quasi tutti formatisi alla Scuola d'Arte e Mestieri "Leonardo" di Prato, e che gravitano anch'essi attorno ad Ardengo Soffici e alla rivista "Il Selvaggio"..

Già nel febbraio del 1927, Soffici introduce Quinto Martini al pubblico nella prima mostra della galleria "Il Selvaggio", dove accanto alle opere di Mino Maccari, Carlo Carrà, Ottone Rosai, Giorgio Morandi, Nicola Galante e dello stesso Soffici vengono appunto esposti alcuni dipinti del giovane Martini. È questo il suo ingresso nella vita culturale ed artistica fiorentina.
Rilevanti per la sua formazione sono gli anni 1928-29, quando si trova in servizio di leva a Torino. Nella città sabauda frequenta Felice Casorati, Cesare Pavese ed il Gruppo dei Sei Pittori, interpreti di una cultura antifascista che guardava alla grande lezione della pittura francese di Cézanne, Degas e Manet. In questi stessi anni, Quinto Martini conosce anche Carlo Levi col quale stringerà un rapporto di amicizia destinato a rafforzarsi nel tempo. Tornato a Firenze, anche grazie alla frequentazione con Soffici, Quinto Martini prosegue nella realizzazione di dipinti ma al tempo stesso concentrerà il suo interesse sulla scultura, arte con la quale si guadagna il favore della critica.
Gli anni '30 e '40 saranno determinanti per il Martini scultore, che plasma materiali semplici e “puri”, tipici della zona rurale dove è nato un tempo popolata dagli Etruschi, ed è proprio alla coroplastica etrusca che Quinto Martini si ispira. La terracotta, ad esempio, è materiale dal sapore ancestrale per il Martini che da bambino modellava fango per creare figure di animali, senza sapere che queste erano le prime forme espressive del suo estro artistico.

## Maturità artistica
Nel 1934 debutta alla XIX Biennale di Venezia con la Ragazza seanese in terracotta, sintesi della sua naturale predisposizione verso l'essenzialità delle cose che lo porterà ad una forma espressiva antiaccademica e contemporaneamente alla scelta di materiali poveri, una semplicità che Quinto Martini conserverà anche nei suoi lavori in bronzo. Dal 1935 Quinto Martini partecipa alle maggiori manifestazioni artistiche italiane fra le quali, oltre a diverse edizioni della Biennale di Venezia, tutte le edizioni della Quadriennale romana dal 1935 al 1972. Esegue anche disegni ed acqueforti che vengono pubblicate sulle riviste "Il Selvaggio", Il Frontespizio" di Piero Bargellini, e sulla rivista artistica e letteraria bolognese "L'Orto". Nel 1938 cura le prime mostre personali di scultura alla Galleria d'arte di Firenze ed alla Galleria d'arte "Cometa" di Roma favorita da Corrado Cagli e dalla signora Pecci Blunt. Critici come Giuseppe Marchiori, Aniceto Del Massa, e Michelangelo Masciotta iniziano ad occuparsi di lui.
Nel marzo del 1941 Quinto Martini espone alla galleria "Gian Ferrari" di Milano. Nel 1943 espone al "Lyceum" di Firenze un'antologia dei dipinti della serie dei Mendicanti, ma dopo pochi giorni la mostra viene chiusa dalle autorità perché considerata critica verso regime. Poco tempo dopo, Quinto Martini viene incarcerato con l'amico Carlo Levi. Dopo la liberazione ripara nei boschi del Chianti per sfuggire alla cattura dei tedeschi, per mesi durante i quali ricorderà la prigionia ed anche quella del fratello che metterà per iscritto dando vita al romanzo I giorni sono lunghi, pubblicato nel 1957 con prefazione di Levi.
Dopo la seconda guerra mondiale, Quinto Martini riprende l'attività artistica e costituisce, nel 1947, il gruppo di artisti Nuovo Umanesimo insieme ad Ugo Capocchini, Emanuele Cavalli, Giovanni Colacicchi, Oscar Gallo e Onofrio Martinelli. Il loro manifesto dichiara l'opposizione ad ogni idea di arte astratta. Sempre negli anni '50, Quinto Martini pubblica inoltre alcuni racconti e poesie soprattutto su Il Nuovo Corriere di Firenze, ma florida risulta la sua produzione di scritti e poesie ancora inediti. Nel 1974 viene pubblicato da Frama's Edizioni di Catanzaro il secondo romanzo, a cura di Pasquino Crupi. Chi ha paura va alla guerra, questo il titolo dell'opera, è stato steso alla fine degli anni '50, e racconta la storia di un disertore della prima guerra mondiale.
Quinto Martini ha dedicato attenzione particolare ai "Ritratti" e al tema de "la Pioggia". L'artista si è cimentato nella ritrattistica fin dalle prime esperienze scultoree, ritraendo familiari, amici, e personaggi del suo borgo natio e della zona rurale circostante. Da rilevare sono i ritratti in terracotta, gesso e bronzo fatti alla madre, a Ardengo Soffici, e alla moglie Maria Ferri esposti più volte a mostre importanti. Molti sono i "Ritratti" degli amici artisti, letterati, intellettuali realizzati dalla fine del Secondo conflitto mondiale e sino alla morte in una sorta di dialogo continuo con tali personaggi durato decenni e ripetuto spesso con diverse opere dedicate ai medesimi soggetti in tempi diversi. Nel 1992, due anni dopo la sua morte, 30 di questi "Ritratti" sono esposti in Palazzo Strozzi a Firenze, per realizzare un progetto ideato dall'artista stesso nel 1984. L'alluvione di Firenze del 1966 sublima in Quinto Martini l'ispirazione al tema de "la Pioggia", elaborato soprattutto in disegni e bassorilievi ma anche attraverso il rilievo in bronzo confermando la conoscenza profonda dell'artista per varie tecniche artistiche. Mario Luzi, Renzo Federici, Tommaso Paloscia, e Carlo Levi, molti dei quali a loro volta soggetti delle opere del Martini, hanno scritto di queste durante una mostra del 1978 allestita sempre in Palazzo Strozzi. Una sua scultura in gesso del 1958 è esposta al Museo Novecento.
Oltre alle mostre personali, partecipa a numerose collettive in Italia ed all'estero affermandosi soprattutto per l'opera scultorea, come la International Small Bronze Competition. Alcuni suoi bronzi vengono esposti nella mostra itinerante “Scultori italiani contemporanei” che ha toccato città come Firenze, Milano, Budapest, Buenos Aires, Città del Messico, Rio de Janeiro, Montevideo, Tokyo, Osaka, Hakone, Strasburgo, e diverse città nei Paesi Bassi.
Incline a favorire i giovani, esperienze di insegnamento del Martini partono dal liceo artistico di Torino, poi di Perugia, Bologna, e Firenze. Dal 1960 ottiene la cattedra di scultura presso l'Accademia di belle arti di Firenze dove insegna fino a tutti gli anni '70. È altresì relatore in numerose conferenze e simposi, e pubblica saggi su scultori come Donatello, Michelangelo, Rodin e altri.
Quinto Martini ha reso particolare omaggio a Dante con numerose opere scultoree e pittoriche, con una versione raffigurata delle tre Cantiche della Divina Commedia, e con una serie di litografie alla stessa ispirate che vengono esposte a Roma, alla Biblioteca nazionale di Firenze, a Varsavia ed anche in cinque diverse città dell'allora Unione sovietica.
Con vigore ed intensità Quinto Martini continua a scolpire, dipingere, e scrivere fino alla morte avvenuta il 9 novembre del 1990.
Mostre e pubblicazioni sull'artista sono continuamente organizzate.

## Luoghi dedicati all'artista
Il Parco museo Quinto Martini Archiviato il 14 febbraio 2012 in Internet Archive. è un'area pubblica all'aperto, ai piedi della catena dei colli del Montalbano, all'interno della quale sono collocate 36 statue bronzee che coprono l'intero arco della attività artistica del Martini. Il parco è stato inaugurato nel 1988, con la partecipazione dell'artista.
Al progetto del Parco è stata dedicata la pubblicazione: Presentazione del progetto del Parco - Museo con sculture di Quinto Martini, Comune di Carmignano, Regione Toscana, 1981.
Il Comune di Carmignano ha istituito il Premio Parco museo Quinto Martini, con la finalità di dare risalto a idee e progetti che si ispirino o mirino a coniugare arte e spazio pubblico. Nel 2011, la prima edizione del Premio ha visto il riconoscimento della tesi di laurea della dottoressa Ilaria Burzi che ha vinto con il progetto: Ex miniera di Santa Barbara: contributo al progetto di recupero. Il secondo premio è andato alla tesi di laurea della dottoressa Federica Cavallini per il progetto: Tra innovazione e tradizione. Progetto di identità visiva del sistema Passante Verde di Mestre.
È stato pubblicato: Premio Parco museo Quinto Martini. Un esempio d'arte nello spazio pubblico, Comune di Carmignano, Edizioni Masso delle Fate, 2012.